# Ламбо Пуров
Ламбо Наумов Пуров е български революционер, деец на Вътрешната македоно-одринска революционна организация.

## Биография
Ламбо Пуров е роден през 1879 година в костурското село Въмбел, тогава в Османската империя, днес в Гърция. През 1902 година е заклет във ВМОРО от Атанас Петров. През юни 1903 година е предаден от костурчанина Панайотис Такис в Атина и е заловен, докато купува оръжие за организацията заедно с Никола Синчов от Връбник и Лазар Атанасов от Въмбел. Освободен е след три месеца и в края на 1903 година се връща в родното си село, където става десетар в четата на Кръстю Караскаков. С тази чета дава отпор на гръцката пропаганда в Желево през октомври 1904 година.
Баща му Наум Костов Пуров е арестуван през 1905 година след сражение на Митре Влаха и Пандо Кляшев в родното му село и лежи в Битолския затвор до Младотурската революция. При началото на Балканската война Ламбо Пуров е доброволец в Костурската съединена чета и сетне в Сборната партизанска рота на Македоно-одринското опълчение, и води сражения при Капещица и Билища. След завземането на областта от новите гръцки власти е бит и арестуван през 1914 година от тях. Между 1916 и 1917 година е част от партизанския отряд на Никола Лефтеров на бойната линия при Поградец. Междувременно къщата му е опожарена от френските окупационни части. По-късно се включва в разузнавателната секция на подпоручик Чехларов и германския поручик Шинкер, която действа между Охрид и Ресен.
На 10 март 1943 година, като жител на Варна, подава молба за народна пенсия, която е одобрена и отпусната от Министерския съвет на Царство България.